# Давид, Янис
Янис Эсмеральда Давид (фр. Yanis Esmeralda David; род. 12 декабря 1997, Лез-Абим, Гваделупа) — французская легкоатлетка, специалистка по прыжкам в длину и тройным прыжкам. Выступает на профессиональном уровне с 2011 года, победительница Средиземноморских игр, чемпионка юношеских Олимпийских игр, чемпионка мира среди юниорок, чемпионка Европы среди молодёжи, двукратная чемпионка Франции, участница летних Олимпийских игр в Токио.

## Биография
Янис Давид родилась 12 декабря 1997 года в коммуне Лез-Абим, Гваделупа.
С 2011 года регулярно принимала участие в крупных международных стартах, специализировалась на прыжках в длину и тройных прыжках.
В 2013 году в тройном прыжке одержала победу на Европейском юношеском олимпийском фестивале в Утрехте.
В 2014 году в тройном прыжке превзошла всех соперниц на юношеских Олимпийских играх в Нанкине.
В 2015 году в той же дисциплине стала шестой на юниорском европейском первенстве в Эскильстуне. Поступив во Флоридский университет, присоединилась к местной легкоатлетической команде «Флорида Гаторс», с которой успешно выступала на различных студенческих соревнованиях в США.
В 2016 году на юниорском мировом первенстве в Быдгоще была лучшей в прыжках в длину и закрыла десятку сильнейших в тройных прыжках.
В 2017 году на молодёжном европейском первенстве в Быдгоще победила в прыжках в длину и стала четвёртой в тройных прыжках.
В 2018 году отметилась выступлением на Средиземноморских играх в Таррагоне, где заняла десятое место в прыжках в длину и одержала победу в тройных прыжках.
В 2019 году выиграла чемпионаты Национальной ассоциации студенческого спорта (NCAA) на открытом стадионе и в помещении, установила свои личные рекорды в прыжках в длину и тройных прыжках — 6,84 и 14,35 соответственно. За ряд выдающихся результатов в этом сезоне была признана лучшей студенткой-легкоатлеткой в США — получила Honda Sports Award. Принимала участие в чемпионате мира в Дохе, в прыжках в длину не смогла преодолеть предварительный квалификационный этап, а в тройных прыжках вообще не вышла на старт.
Выиграв чемпионат Франции в Анже, в 2021 году удостоилась права защищать честь страны на летних Олимпийских играх в Токио — на предварительном квалификационном этапе программы прыжков в длину показала результат 6,27 метра, чего оказалось недостаточно для выхода в финал.
В 2022 году в прыжках в длину победила на чемпионате Франции в Кане, стала восьмой на чемпионате Европы в Мюнхене.